# لئو برتس
لئو برتس (انگلیسی: Leo Bertos؛ زادهٔ ۲۰ دسامبر ۱۹۸۱) یک بازیکن فوتبال اهل نیوزیلند است.
وی همچنین در تیم ملی فوتبال نیوزیلند بازی کرده‌است.